# Ceratophysella silvatica
Ceratophysella silvatica är en urinsektsart som beskrevs av Josef Rusek 1964. Ceratophysella silvatica ingår i släktet Ceratophysella och familjen Hypogastruridae. Inga underarter finns listade i Catalogue of Life.